# Strada regionale 741
La strada regionale 741 (in sloveno regionalna cesta 741) è una strada slovena che collega il valico di Rabuiese con Bertocchi. Essa è inserita nel Pregled regionalnih cest III. reda. (elenco III delle strade regionali slovene), pertanto è classificata come strada regionale. La strada è divisa in due tronchi senza soluzione di continuità. Il tronco centrale appartiene alla strada regionale 406.
Sino al 1944 la strada faceva parte del territorio italiano ed era classificata come strada statale 15 Via Flavia.

## Percorso

### Primo tronco (Rabiuese-Fortezza)
La strada ha inizio al valico di Rabuiese dal primo svincolo della superstrada H5 nel territorio sloveno verso Capodistria, prosegue verso sud scavalca l'autostrada e gli corre a fianco giungendo ad Albaro Vescovà (Škofije) e termina alla fine dell'abitato nella frazione di Fortezza alla rotatoria con la strada regionale 406.

### Secondo tronco (Decani-Bertocchi)
Il secondo tronco ha origine sulla rotatoria con la strada regionale 409 in territorio di Villa Decani. Prosegue verso sud sino al raggiungimento ai pedi del monte Sermino.